# Henning Pauly
Henning Pauly es un músico multi-instrumentista alemán, reconocido por ser el gestor del proyecto de rock progresivo Frameshift, en el que se encargó de grabar todos los instrumentos, además de contar con la ayuda de los vocalistas Sebastian Bach (Skid Row) y James LaBrie (Dream Theater). Ha grabado tres álbumes como solista. A la edad de 6 años, sus padres lo motivaron en el aprendizaje del piano. Sus primeras influencias musicales fueron bandas como Genesis, Marillion, Saga, Magnum y Rush. Luego aprendió a tocar la guitarra, motivado por bandas de hair metal como Bon Jovi, Whitesnake, Poison y Aerosmith. Más tarde se trasladó a la ciudad de Los Ángeles, Estados Unidos, donde se desempeñó como productor musical. Actualmente continúa desarrollando proyectos musicales en géneros tan diversos como el ambient techno, rock, pop, blues, funk y rock progresivo.

## Discografía

### Solo
- (2004) 13 Days
- (2006) Credit Where Credit Is Due
- (2006) Babysteps

### Frameshift
- (2003) Unweaving the Rainbow
- (2005) An Absence of Empathy